# Chuck Negron
Charles „Chuck“ Negron (* 8. června 1942) je americký zpěvák a skladatel, nejvíce známý jako frontman rockové skupiny Three Dog Night.